# Cœur bioartificiel
 (juillet 2023).
La mise en forme du texte ne suit pas les recommandations de Wikipédia : il faut le « wikifier ».
Les points d'amélioration suivants sont les cas les plus fréquents. Le détail des points à revoir est peut-être précisé sur la page de discussion.
- Les titres sont pré-formatés par le logiciel. Ils ne sont ni en capitales, ni en gras.
- Le texte ne doit pas être écrit en capitales (les noms de famille non plus), ni en gras, ni en italique, ni en « petit »…
- Le gras n'est utilisé que pour surligner le titre de l'article dans l'introduction, une seule fois.
- L'italique est rarement utilisé : mots en langue étrangère, titres d'œuvres, noms de bateaux, etc.
- Les citations ne sont pas en italique mais en corps de texte normal. Elles sont entourées par des guillemets français : « et ».
- Les listes à puces sont à éviter, des paragraphes rédigés étant largement préférés. Les tableaux sont à réserver à la présentation de données structurées (résultats, etc.).
- Les appels de note de bas de page (petits chiffres en exposant, introduits par l'outil «  Source ») sont à placer entre la fin de phrase et le point final[comme ça].
- Les liens internes (vers d'autres articles de Wikipédia) sont à choisir avec parcimonie. Créez des liens vers des articles approfondissant le sujet. Les termes génériques sans rapport avec le sujet sont à éviter, ainsi que les répétitions de liens vers un même terme.
- Les liens externes sont à placer uniquement dans une section « Liens externes », à la fin de l'article. Ces liens sont à choisir avec parcimonie suivant les règles définies. Si un lien sert de source à l'article, son insertion dans le texte est à faire par les notes de bas de page.
- La présentation des références doit suivre les conventions bibliographiques. Il est recommandé d'utiliser les modèles {{Ouvrage}}, {{Chapitre}}, {{Article}}, {{Lien web}} et/ou {{Bibliographie}}. Le mode d'édition visuel peut mettre en forme automatiquement les références.
- Insérer une infobox (cadre d'informations à droite) n'est pas obligatoire pour parachever la mise en page.

Pour une aide détaillée, merci de consulter Aide:Wikification.
Si vous pensez que ces points ont été résolus, vous pouvez retirer ce bandeau et améliorer la mise en forme d'un autre article.
 (juillet 2023).
Un cœur bioartificiel est un cœur modifié qui contient la structure extracellulaire d'un cœur décellularisé et des composants cellulaires provenant d'une autre source. Ces cœurs sont d'un intérêt particulier pour la thérapie ainsi que la recherche sur les maladies cardiaques. Les premiers cœurs bioartificiels ont été créés en 2008 à partir de cœurs de rats cadavériques. En 2014, des cœurs bioartificiels de taille humaine ont été construits à partir de porcs. Les cœurs bioartificiels n'ont pas encore été développés pour une utilisation clinique, bien que la recellularisation de cœurs porcins avec des cellules humaines ouvre la voie à la xénotransplantation,,.

## Contexte
L'insuffisance cardiaque est l'une des principales causes de décès. En 2013, on estime que 17,3 millions de décès par an sur un total de 54 millions de décès sont causés par des maladies cardiovasculaires, ce qui signifie que 31,5% des décès mondiaux sont dus à cela. Souvent, le seul traitement viable pour l'insuffisance cardiaque en phase terminale est la transplantation d'organe. Actuellement, l'offre d'organes est insuffisante pour répondre à la demande, ce qui constitue une grande limitation dans un plan de traitement en phase terminale. Une alternative théorique aux processus traditionnels de transplantation est l'ingénierie de cœurs bioartificiels personnalisés. Les chercheurs ont réalisé de nombreuses avancées dans l'ingénierie des tissus cardiovasculaires et se sont tournés vers l'utilisation de cœurs cadavériques décellularisés et recellularisés afin de créer un organe fonctionnel. La décellularisation-recellularisation consiste à utiliser un cœur cadavérique, à enlever les contenus cellulaires tout en maintenant la matrice protéique (décellularisation), puis à faciliter la croissance du tissu cardiovasculaire approprié à l'intérieur de la matrice restante (recellularisation),,.
Au cours des dernières années, les chercheurs ont identifié des populations de cellules souches cardiaques présentes dans le cœur adulte humain. Cette découverte a poussée l'idée de régénérer les cellules cardiaques en prenant les cellules souches à l'intérieur du cœur et en les reprogrammant en tissus cardiaques. L'importance de ces cellules souches réside dans leur capacité à s'auto-renouveler, à se différencier en cardiomyocytes, en cellules endothéliales et en cellules musculaires lisses vasculaires, ainsi qu'en leur clonogénicité. Ces cellules souches sont capables de devenir des myocytes, qui sont responsables de la stabilisation de la topographie des composants intercellulaires, ainsi que d'aider à contrôler la taille et la forme du cœur, ainsi que des cellules vasculaires, qui servent de réservoir cellulaire pour le renouvellement et le maintien des tissus mésenchymateux. Cependant, des études in vivo ont démontré que la capacité régénératrice des cellules souches cardiaques implantées réside dans la réponse immunitaire médiée par les macrophages et la cicatrisation des plaies médiée par les fibroblastes, et non dans leur fonctionnalité, car ces effets ont été observés aussi bien pour les cellules souches vivantes que mortes,.

## Méthodologie
La méthode préférée pour éliminer tous les composants cellulaires d'un cœur est la décellularisation par perfusion. Cette technique consiste à perfuser le cœur avec des détergents tels que le SDS et le Triton X-100 dissous dans de l'eau distillée.
La matrice extracellulaire (ECM) restante est composée d'éléments structurels tels que le collagène, la laminine, l'élastine et la fibronectine. L'échafaudage de l'ECM favorise la prolifération cellulaire adéquate, la différenciation, le développement vasculaire, ainsi que le soutien mécanique à la croissance cellulaire. Étant donné qu'il reste un minimum de matériel génétique après le processus de décellularisation, l'organe modifié est biocompatible avec le receveur de la greffe, quelle que soit l'espèce. Contrairement aux options de greffe traditionnelles, les cœurs recellularisés sont moins immunogènes et présentent un risque de rejet réduit.
Une fois que le cœur décellularisé a été stérilisé pour éliminer tous les agents pathogènes, le processus de recellularisation peut commencer. Des progéniteurs cardiovasculaires multipotents sont ensuite ajoutés au cœur décellularisé et, avec l'ajout de facteurs de croissance exogènes supplémentaires, ils sont stimulés pour se différencier en cardiomyocytes, en cellules musculaires lisses et en cellules endothéliales,.

## Fonctionnalité cardiaque recellularisée
Les résultats les plus prometteurs proviennent de cœurs de rats recellularisés. Après seulement 8 jours de maturation, les modèles de cœur ont été stimulés par un signal électrique pour fournir une stimulation cardiaque. Les modèles de cœur ont montré une contraction unifiée avec une force équivalente à environ 2 % d'un cœur de rat normal ou environ 25 % de celle d'un cœur humain de 16 semaines.
Bien qu'encore loin d'être utilisés dans un cadre clinique, il y a eu de grandes avancées dans le domaine de la génération de cœurs bioartificiels. L'utilisation des processus de décellularisation et de recellularisation a conduit à la production d'une matrice tridimensionnelle qui favorise la croissance cellulaire, à la repopulation de la matrice contenant une composition cellulaire appropriée, et à la bioingénierie d'organes démontrant une fonctionnalité (limitée) et une réactivité aux stimuli. Ce domaine présente un immense potentiel et grâce à des recherches futures, il pourrait redéfinir le traitement de l'insuffisance cardiaque en phase terminale,.